# Iaras
Iaras este un oraș în São Paulo (SP), Brazilia.